# 尼波莫 (加利福尼亞州)
尼波莫（英語：Nipomo）是位於美國加利福尼亞州聖路易斯-奧比斯保縣的一個人口普查指定地區。

## 地理
尼波莫的座標為35°01′48″N 120°29′24″W / 35.03000°N 120.49000°W，而該地最高點為海拔高度101米（即331英尺）。

## 人口
根據2010年美國人口普查的數據，尼波莫的面積為38.467平方千米，均為陸地。當地共有人口16714人，而人口密度為每平方千米434人。